# Bestune B30
La Bestune B30, chiamata anche Besturn B30, è un'autovettura prodotta dalla casa automobilistica cinese First Automobile Works con marchio Bestune dal 2015 al 2020.

## Profilo e contesto
La Besturn B30 è stata anticipata in anteprima da una concept car presentata durante il Salone dell'Auto di Shanghai 2015 denominata Besturn A-Class Concept. La versione per la produzione in serie della B30 ha debuttato al Salone dell'Auto di Chengdu nel settembre 2015, con il lancio sul mercato cinese avvenuto nel novembre 2015.
La Besturn B30 è alimentata da un motore 1,6 litri aspirato a quattro cilindri che eroga 109 CV e 155 Nm. La trasmissione è affidata ad un cambio automatico a 6 velocità.